# La Treizième Dimension
La Treizième Dimension (The Twilight Zone) est une série télévisée américaine en 44 épisodes de 22 minutes diffusée entre le 18 septembre 2002 et le 21 mai 2003 sur le réseau UPN. Elle est basée sur la série La Quatrième Dimension créée par Rod Serling.
En France, la série a été diffusée à partir du 23 janvier 2003 sur 13e rue et rediffusée sur Série Club et NRJ 12 ; et au Québec à partir du 26 août 2003 sur Ztélé.

## Synopsis
Cette série est une anthologie d'histoires fantastiques, étranges, énigmatiques dont le but était, comme le disait son créateur Rod Serling, « de frapper le téléspectateur, de le choquer par la chute toujours inattendue, surprenante et singulière de chacune de ces histoires ».

## Fiche technique
- Réalisation : Debbie Allen, Bob Balaban, Risa Bramon Garcia, Kevin Bray, Joe Chapelle, Jean de Segonzac, Lou Diamond Phillips, David Ellis, Jonathan Frakes, Vern Gillum, James Head, Winrich Kolbe, John Peter Kousakis, John T. Kretchmer, Allan Kroeker, Perry Lang, Eriq La Salle, Jerry Levine, Allison Liddi, Tim Matheson, Patrick Norris, Peter O’Fallon, Eli Richbourg, Deran Sarafian, Brad Tuner
- Scénarios : Michael Angeli, Steven Aspis, James Bamford, Stephen Beck, Ira Steven Behr, Hans Beimler, Jill Blotevogel, Katrina Cabrera Ortega, James Crocker, Pen Densham, Brent V. Friedman, Clyde Hayes, Bob Hedden, Robert Hewitt-Wolfe, Dusty Kay, Moira Kirland, Charles Larget, Eriq La Salle, Christopher Mack, Erin Maher, Amir Mann, Bill Mumy, Kamran Pasha, Frederick Rappaport, Kay Reindl, Rod Serling, Paul Shapiro, Rebecca Swanson, Bradley Thompson, Ashley Ward Miller, David Weddle, Seth Weisburst, Daniel Wolowicz
- Musique : Mark Snow
- Production : Moira Kirland ; Ira Steven Behr, Pen Densham, Mark Stern, John Watson (exécutifs) ; Michael Maurer, Anne Tabor (associés)
- Société de production : Trilogy Entertainment Group, New Line Television, Joshman Production Services,
- Société de distribution : Warner Bros
- Sortie en coffret 6 DVD au Canada Zone 1 en anglais le 7 septembre 2004

## Distribution
- Forest Whitaker (VF : Emmanuel Jacomy ; VQ : François L'Écuyer) : Narrateur

De nombreux acteurs ont figuré dans un épisode de la série, parmi lesquels :
- Jason Bateman (VF : Constantin Pappas) : Scott Crane
- Reed Diamond (VF : Éric Aubrahn) : le prof sportif
- Dylan Walsh
- Michelle Harrison (VF : Véronique Soufflet) : Kelly Freed
- Method Man
- Sean Patrick Flanery (VF : Jean-Philippe Puymartin) : Dr. Paul Thorson
- Jeremy Piven
- J.B Bivens (VF : Olivier Destrez) : Hank
- Penn Badgley (VF : Yoann Sover) : Trace Malone
- Katherine Heigl (VF : Véronique Soufflet) : Andrea Collins
- Ione Skye (VF : Marie-Laure Dougnac) : Melina Kroner
- Angela Featherstone (VF : Maïté Monceau) : Kate Graham
- Devon Gummersall
- Ashley Edner (VF : Fily Keita) : Danielle Randall
- Jessica Simpson (VF : Barbara Beretta) : Miranda Evans
- Frank Whaley (VF : Thierry Ragueneau) : Martin Donner
- Taryn Manning
- Kandyse McClure
- Greg Germann (VF : Pierre Tessier) : Ben Baker
- Preston Cook (VF : Benoît DuPac) : Ryan
- Fred Ewanuick
- Sarah Carter (VF : Catherine Desplaces) : Amber
- Warren Christie (VF : Benoît DuPac) : Devin "Dev"
- Michael Peña (VF : Tony Marot) : Noah
- Lauren Lee Smith
- Linda Cardellini (VF : Magali Barney) : Alisson "Ali" Warner
- Jarren Bartlett Brandt (VF : Guillaume Lebon) : Sean MacIntosh
- Terry Chen (VF : Guillaume Orsat) : Nathan Park
- Alicia Witt (VF : Anne Rondeleux) : Liz
- Brian Austin Green
- Jake Busey (VF : Emmanuel Karsen) : Vince Hansen
- Marnie Alton
- Moira Kelly
- Marilyn Norry
- Reginald C. Hayes (VF : Jean-François Kopf) : Docteur
- Wood Harris (VF : Mathieu Buscatto) : Marvin Gardens / Dwayne Grant
- Rekha Sharma (VF : Chantal Baroin) : Kate Danvers
- Portia de Rossi (VF : Chantal Baroin) : Laurel Janus
- Robert Clarke (VF : Érik Colin) : Dr. Yarrow
- William deVry
- Adrian Pasdar (VF : Arnaud Arbessier) : Andrew Lomax
- Camyar Chai (VF : Patrice Dozier) : Dr. Lisker
- Shannon Elizabeth (VF : Anne Rondeleux) : Sondra
- Benjamin Ratner
- Clifton Collins Jr.
- Greg Serano (VF : Jérôme Keen) : Marco Flores
- Gordon Michael Woolvett (VF : Stéphane Ronchewski) : Gordon
- Lukas Haas (VF : Alexandre Gillet) : Cory Williams
- Jim Byrnes (VF : Érik Colin) : Dion
- Sticky Fingaz
- Greg Kean
- Tangi Miller
- Rory Culkin
- Lou Diamond Phillips
- Usher Raymond
- Martin Christopher (VF : Emmanuel Karsen) : Alec Lehane
- Blue Deckert
- Michael Shanks (VF : Philippe Siboulet) : Donnie
- Kimberly Elise
- Brian Markinson
- Doron Bell
- Jeremy Sisto (VF : Guillaume Lebon)
- Marrett Green (VF : Philippe Dumond) : Journaliste TV
- Eddie Kaye Thomas (VF : Stéphane Ronchewski) : Jonah Beech
- Marisa Coughlan (VF : Laurence Sacquet) : April Beech
- Ben Bass (VF : Daniel Lafourcade) : Trevor Black
- Kevan Ohtsji
- Samuel Patrick Chu (VF : Odile Schmitt) : Timmy
- Cloris Leachman
- Kirsten Kilburn
- Paul McGillion
- Cobb Keith Hamilton (VF : Thierry Mercier) : Commandant Skyles
- Leanne Adachi (VF : Anne Rondeleux) : réceptionniste
- Jessica Amlee
- Sydney Tamiia Poitier (VF : Cathy Diraison) : Dr. Leslie Coburn
- Jeffrey Combs
- Xander Berkeley
- Lindy Booth
- Shawn Hatosy (VF : Alexandre Gillet) : Mario Devlin
- Karen Holness
- Roger Cross (VF : Thierry Mercier) : Le leader
- Colin Cunningham (VF : Tanguy Goasdoué) : Seth
- Sofia Milos
- Eriq La Salle (VF : Thierry Desroses) : Ray Ellison
- June B. Wilde
- Dean Winters
- Anne Marie DeLuise
- Nicki Aycox (VF : Laurence Sacquet) : Ricki
- Rob Estes (VF : Pierre-François Pistorio) : Scott Turner
- Elizabeth Berkley (VF : Elisabeth Fargeot) : Marisa Sanborn
- Jason Alexander
- Lynda Boyd (VF : Françoise Pavy) : infirmière en chef
- Tyler Christopher (VF : Thierry Ragueneau) : Dr. Jay Ferguson
- Sarah Strange
- Christopher Titus
- Stefanie von Pfetten
- Tom Scholte
- Timothy Carhart (VF : François Leccia) : Philipp MacIntosh
- Dalias Blake
- Rebecca Jenkins (VF : Marine Jolivet) : Mme Malone
- David Hurtubise (VF : Jean-François Kopf) : le réceptionniste
- Gil Bellows
- Molly Sims (VF : Sylvie Jacob) : Janet Tyler
- Hélène Joy
- Malik Yoba (VF : Bruno Carna) : Shawn
- Wayne Knight (VF : Pierre-François Pistorio) : Nick Dark

 Source et légende : version française (VF) sur RS Doublage

## Liste des épisodes
1. Une vie tranquille (Evergreen)
2. Une nuit de répit (One Night at Mercy)
3. Les Ombres d'un doute (Shades of Guilt)
4. Un doux rêveur (Dream Lover)
5. Le Berceau maudit (Cradle of Darkness)
6. L'Autobus fantôme (Night Route)
7. Laps de temps (Time Lapse)
8. Les Yeux du mort (Dead Man's Eyes)
9. Cauchemar terrifiant (The Pool Guy)
10. Azoth le vengeur (Azoth the Avenger is a Friend of Mine)
11. Un homme branché (1re partie) (The Lineman part 1)
12. Un homme branché (2e partie) (The Lineman part 2)
13. Une maîtresse exigeante (Harsh Mistress)
14. Une famille parfaite (Upgrade)
15. Un policier dévoué (To Protect and Serve)
16. L'Élu (Chosen)
17. La Sensuelle Cindy (Sensuous Cindy)
18. La Traque (Hunted)
19. Monsieur Motivation (Mr Motivation)
20. Sanctuaire (Sanctuary)
21. Jeux de rôles (Future Trade)
22. Objets trouvés (Found and Lost)
23. L'Histoire de Gabe (Gabe's Story)
24. La Dernière Course (Last Lap)
25. Le Bon Chemin (The Path)
26. La Mise en garde (Fair Warning)
27. Une autre vie (Another Life)
28. Retour en arrière (Rewind)
29. Victime de tags (Tagged)
30. Dans la lumière (Into the Light)
31. C'est toujours une belle vie (It's Still a Good Life)
32. Les Monstres de Maple Street (The Monsters Are on Maple Street)
33. Memphis (Memphis)
34. À quel point aimez-vous votre enfant ? (How Much Do You Love Your Kid?)
35. L'Effet placebo (The Placebo Effect)
36. Le Projet Gemini (Cold Fusion)
37. La Malédiction du pharaon (The Pharaoh's Curse)
38. Des poupées de collection (The Collection)
39. L'Œil de l'admirateur (Eye of the Beholder)
40. Développement (Developing)
41. Les Exécutions de Grady Finch (The Executions of Grady Finch)
42. Le Retour du héros (Homecoming)
43. Et la lumière fut (Sunrise)
44. Les Flammes de l'enfer (Burned)